# Демократическая улица (Самара)
Демократическая улица — крупная транспортная магистраль в Самаре. Проходит через 3 района города: Кировский, Промышленный, Красноглинский. Начало улица берёт от пересечения проспекта Кирова с ул. Ново-Садовой (Барбошина поляна). Пересекает улицы: Георгия Димитрова, Ташкентскую, Долинную, Арена 2018, Студёный Овраг и выходит на Волжское шоссе. Относительная протяжённость 5,2 км.

## История улицы
Ранее имела название Школьная и была обычной улицей в посёлке Яблонька. Под своим нынешнем именем она упоминается в избирательных списках 1963 года.
С развитием города понадобилась магистраль, чтобы связать Волжское шоссе и улицу Ново-Садовую. Строительство началось в 1970 году. В 1973 году было открыто автомобильное движение по Демократической, а через год был пущен трамвай.

### Перспективы развития
В 2021 году были предложены поправки в генплан города по продлению ул. Демократической до микрорайона Крутые Ключи со строительством двух многоуровневых развязок. Это потребовало бы вырубить лесной массив и затронуло бы дачные массивы. В ходе общественного обсуждения поправки были отклонены.
Министерство строительства Самарской области рассматривало план развития трамвайной сети в районе улиц Демократической и Арена 2018 со строительством трамвайного кольца.

## Здания и сооружения
- Отель и турбаза «Дубки»
- Стадион «Самара-Арена»
- садово-дачные товарищества «Мачта-1», «Станкозавод» и другие
- кладбище «Сорокины Хутора»

Застройка высотными панельными домами началась в середине 1980-х годов только по нечётной стороне улицы. Чётная сторона застраивалась многоэтажками в постсоветский период.

## Достопримечательности
- граффити с изображением Юрия Гагарина на торце дома № 43
- телебашня «Орион»

## Транспорт
- Автобусы: 6, 50, 78, 79
- Трамваи: 21, 22, 24, 25
- Маршрутное такси: 21 м, 89, 113, 203, 261, 295, 297, 389, 392, 406, 429, 447